# آرت داوی
آرت داوی (انگلیسی: Art Davie؛ زادهٔ ۵ آوریل ۱۹۴۷) اهالی کسب‌وکار و کارآفرین اهل ایالات متحده آمریکا است، که به‌عنوان یکی از بنیانگذاران سازمان یواف‌سی شناخته می‌شود. وی از سال ۱۹۷۵ میلادی تاکنون مشغول فعالیت بوده‌است.